# Elisabeth Alföldi-Rosenbaum
Elisabeth Alföldi-Rosenbaum, geborene Rosenbaum, (* 5. August 1921 in Koblenz; † 6. Oktober 1992 in Princeton, New Jersey) war eine deutsche Klassische Archäologin.

## Leben
Nach dem Abitur an der Ursulinenschule in Köln 1939 studierte Rosenbaum an der Universität zu Köln Klassische Archäologie, Klassische Philologie und Kunstgeschichte. 1941 wechselte sie an die Universität Wien und ging 1942 mit einem Stipendium an die Universität Budapest. Dort studierte sie Kunstgeschichte bei Friedrich Gerke, Byzantinistik bei Gyula Moravcsik und Alte Geschichte bei Andreas Alföldi. 1944 wurde sie an der Universität Berlin mit der Dissertation Portraits auf pannonischen Grabstelen bei Friedrich Gerke und Gerhart Rodenwaldt promoviert, die jedoch in Folge des Krieges nie gedruckt wurde.
Von 1946 bis 1951 arbeitete sie erneut bei Friedrich Gerke als Assistentin am Institut für Kunstgeschichte der neu gegründeten Universität Mainz. 1950–1951 war sie Stipendiatin in London, wo sie 1952 am Courtauld Institute mit einer Dissertation Late Antique Models for Carolingian Art in Kunstgeschichte erneut promoviert wurde. In London verfasste sie auch ein Buch zur römischen Porträtplastik der Kyrenaika. Von 1963 bis 1966 war sie für die Türkische Historische Gesellschaft in Ankara tätig, wo sie mit Jale İnan, Studienkollegin aus ihrer Berliner Zeit, zusammen das Corpus der römischen und frühbyzantinischen Porträts aus der Türkei verfasste. Dort begann sie auch mit Forschungen in antiken Städten in Kilikien, wo sie von 1965 bis 1970 eine Grabung in Anamur durchführte. Seit 1966 lehrte sie an der University of Toronto, von 1973 bis 1984 als Professor. 1967 heiratete sie den in Princeton tätigen Althistoriker Andreas Alföldi, mit dem sie eine rege wissenschaftliche Zusammenarbeit entfaltete.
Ihre Hauptforschungsgebiete waren das antike Porträt, das römische Kilikien und römische Mosaiken. Mit Andreas Alföldi arbeitete sie am Corpus der Kontorniaten. Einer weiteren Öffentlichkeit bekannt wurde sie durch ihre Ausgabe von De re coquinaria des Apicius, dem ältesten erhaltenen römischen Kochbuch.

## Schriften (Auswahl)
- A catalogue of Cyrenaican Portrait Sculpture. Oxford University Press, London 1960.
- mit Jale İnan: Roman and Early Byzantine Portrait Sculpture in Asia Minor. London 1966.
- mit Gerhard Huber, Somay Onurkan: A Survey of Coastal Cities in Western Cilicia. Preliminary Report. Ankara 1967.
- mit Katerina Wilczynski als Illustratorin: The Roman Cookery Book. A Critical Translation of the Art of Cooking, for Use in the Study and the Kitchen. London 1958; deutsch Das Kochbuch der Römer. Rezepte aus der „Kochkunst“ des Apicius. Zürich und München 1970, ISBN 3-538-07094-6.
- mit Andreas Alföldi: Die Kontorniat-Medaillons. 2 Bände, De Gruyter, Berlin 1976 und 1990, ISBN 3-11-003484-0, ISBN 3-11-011905-6
- mit Jale İnan: Römische und frühbyzantinische Porträtplastik aus der Türkei. Neue Funde. Zabern, Mainz 1979, ISBN 3-8053-0391-2.
- The Necropolis of Adrassus (Balabolu) in Rough Cilicia (Isauria). Wien 1980, ISBN 3-7001-0369-7
- mit John Bryan Ward-Perkins: Justinianic Mosaic Pavements in Cyrenaican Churches (= Monografie di archeologia libica. Band 14). L’Erma di Bretschneider, Rom 1980.